# Michal Váňa
Michal Váňa (* 13. května 1963) je bývalý český fotbalový útočník. Jeho mladší bratr Martin Váňa byl také prvoligovým fotbalistou.

## Fotbalová kariéra
Hrál za Duklu Praha, Xaverov, VTJ Tábor, SK Dynamo České Budějovice, Slavii Praha a v malajsijské lize za Sabah a Singapur Lions. S Duklou získal v sezóně 1981-1982 ligový titul. Jeho kariéru ukončil v roce 1994 doživotní zákaz činnosti od FIFA za korupci, který byl zrušen až v jeho čtyřiceti letech.

## Ligová bilance
| Ročník                                   | Zápasy | Góly | Klub                    |
| ---------------------------------------- | ------ | ---- | ----------------------- |
| 1. československá fotbalová liga 1981/82 | 2      | 0    | Dukla Praha             |
| 1. československá fotbalová liga 1982/83 | 15     | 3    | Dukla Praha             |
| 1. československá fotbalová liga 1983/84 | 10     | 3    | Dukla Praha             |
| 1. československá fotbalová liga 1984/85 | 11     | 4    | Dukla Praha             |
| 1. československá fotbalová liga 1985/86 | 25     | 5    | Dynamo České Budějovice |
| 1. československá fotbalová liga 1986/87 | 16     | 5    | Slavia Praha            |
| 1. československá fotbalová liga 1987/88 | 13     | 4    | Slavia Praha            |
| 1. československá fotbalová liga 1988/89 | 6      | 2    | Slavia Praha            |
| CELKEM                                   | 98     | 26   |                         |